# 阿法賈托山
阿法賈托山（英語：Mount Afadja)是西非國家加納的山峰，屬於多哥山脈的一部分，位於沃爾特地區，處於霍霍埃西南，毗鄰與多哥接壤的邊界，海拔高度885米，是該國最高點。